# Astronomia indiana
A astronomia indiana tornou-se uma tradição estabelecida no primeiro milênio antes de Cristo, quando Jyotisha e outros ramos de aprendizado chamados de Vedanga foram desenvolvidos. A primeira evidência escrita data do segundo milênio antes de Cristo.